# 507490 Possum
507490 Possum è un asteroide della fascia principale. Scoperto nel 2012, presenta un'orbita caratterizzata da un semiasse maggiore pari a 2,7881621 au e da un'eccentricità di 0,2164423, inclinata di 14,13252° rispetto all'eclittica.